# Марио Драги
Марио Драги (итал. Mario Draghi; Рим, 3. септембар 1947) је италијански економиста и банкар који је од 2021. до 2022. обављао функцију премијера Италије. Био је председник Европске централне банке између 2011. и 2019. Пре тога био је инаугурални председник Финансијског Одбор за стабилност од 2009. до 2011. године, а такође је био гувернер Банке Италије од 2005. до 2011. године.
После дуге каријере академског економисте у Италији, Драги је током 1980-их такође радио за Светску банку у Вашингтону, а 1991. се вратио у Рим и постао генерални директор италијанског трезора. Оставио је ту улогу након једне деценије да би се придружио Голдман Саксу, где је остао до именовања гувернером Банке Италије 2006. Његов мандат гувернера поклапао се са Великом рецесијом 2008, а усред тога изабран је да постане први председник Одбора за финансијску стабилност, новостворени глобални постављач стандарда који ће бити одговоран Г20. Обе те улоге напустио је након именовања од стране Европске комисије 2011. године за функцију председника Европске централне банке. Председавао је том институцијом током кризе у еврозони, а прославио се широм Европе рекавши да ће бити спреман да учини „све што је потребно“ да спречи пад евра. 2014. године, магазин Форбс Драгија је навео као осму најмоћнију особу на свету. Часопис Fortune га је 2015. године рангирао као „другог највећег лидера на свету“. У мају 2019. године Пол Кругман га је описао као „највећег централног банкара модерног доба“.
Трећег фебруара 2021. године, усред пандемије КОВИД-19, италијански председник Серђо Матарела је Драгија позвао да формира нову владу, након оставке Ђузепе Контеа, због кризе владе.